# Russian History (журнал)
Russian History (до 2009 также фр. Histoire Russe; с англ. — «Русская история») — рецензируемый научный журнал, основанный в 1974 году. Специализируется на различных вопросах русской истории с древнейших времён до нынешнего времени.

## Общие сведения
Журнал был основан в 1974 году Центром международных исследований при Питтсбургском университете и издавался совместно с Темпльским университетом два раза в год. Имел двойное название, — на английском и французском языках («Russian History / Histoire russe»). С 1977 года его издавал Университет штата Аризона.
В 1981 году журнал стал выпускать издатель Чарльз Шлакс (младший). Печатался в различных университетских издательствах (в Калифорнийском университете в Ирвайне, в Калифорнийском государственном университете в Бейкерсфилде, в Колледже гуманитарных наук Университета Юты, в Центре полиэтнических и транснациональных исследований Университета Южной Калифорнии). В 1983 году вышло три номера, а с 1984 года журнал стал выпускать по четыре номера в год, нередко в комбинированном виде.
С 2009 года журнал издаётся нидерландским научным издательством Koninklijke Brill. С того же года убрано французское название «Histoire Russe».

## Специализация
Специализируется на истории России с древнейших времён, взаимосвязывая прошлое и настоящее. Публикует исследования по различным событиям и отношениям, выясняя их причины и последствия, исходя из разных точек зрения: интеллектуальной, экономической и военной истории, бытовых, социальных и классовых отношений, отношений с нерусскими народами, питания и здоровья и других аспектов, которые имели и имеют влияние на Россию. Также публикует рецензии на книги.